# Dorte Rømer
Dorte Rømer (født 8. november 1968 i København) er en dansk skuespiller og stand-up-komiker.
Rømer har læst ved Queen Margaret College i Skotland og begyndte i 1990 at arbejde som stand-up-komiker og skuespiller. Hun har optrådt både i Danmark, England og Skotland og har bl.a. medvirket i TV3-serien Hvide løgne. Hun fik sin filmdebut med Breaking the Waves fra 1996.

## Udvalgt filmografi
- Breaking the Waves (1996)
- Alle for to (2013)
- Escaping the Dead (2016)

### Tv-serier og -programmer
- Stand-up.dk (1998)
- Andarki (1998)
- Hvide løgne (1998-2001)